# 吳苑
吳苑（1638年—1700年），字楞香，江南歙縣人，清朝政治人物，官至國子監祭酒。

## 生平
少時穎異，通曉今古。康熙二十一年（1682年）壬戌科進士。改翰林院庶吉士，散館授檢討。康熙二十七年（1688年）充會試同考官。康熙三十一年（1692年）升侍講。康熙帝臨國子監，超擢祭酒，政績卓著，大學士王熙贊其為「近今第一祭酒」。康熙三十一年（1692年），在太學啟圣祠中掘出元朝題名碑三塊，并令選石材重刻。吳苑為人至孝，篤於師友，一日，因讀到陽城責諸生歸養語有感，隨即以母老乞歸。康熙三十九年（1700年）卒，年六十三岁。《清史列傳》有傳。

## 著作
曾參纂《一统志》、《明史·礼志》，皆能称旨。工詩，「多和平啴缓之音」。著作《北黟山人集》、《大好山水录》等。